# 老鼠沙 (崇明區)
老鼠沙，是曾位於崇明島西面的一個沙島，後於崇明本島併連，今爲上海市崇明區绿华镇。老鼠沙位於江蘇省常熟市白茆塘流入長江的河口（白茆口）對面，而“白茆”與“白貓”音近，俗稱老鼠沙。
1971年老鼠沙進行圍墾，圍墾後於此地建立崇明县新建副业场，後改名崇明绿华农工商联合公司，1984年3月份建立绿华乡，今爲绿华镇。